# Національна картинна галерея Грузії
Національна картинна галерея Грузії (груз. ეროვნული გალერეა (თბილისი)) — художній музей у Тбілісі, що знаходиться за адресою: проспект Руставелі, 11.
Входить до державної музейної мережі. Галерея має 8 виставкових залів, реставраційну лабораторію, приміщення для тимчасових виставок, навчальний клас і сувенірний магазин, всі вони створені португальською архітектурною компанією «Ainda Arquitectura».

## Експозиція
У колекції музею близько 30 000 експонатів грузинської культури, у тому числі твори живопису, графіки, декоративно-ужиткового мистецтва та фотографії.

## Історія
Будівля галереї побудована за вказівкою російського імператора Олександра III у 1888 році, архітектор Альберт Зальцман. Будівля будувалася за зразком виставкового палацу у Римі (арх. Піо П'ячентіні). Спочатку передбачалося влаштувати в будівлі російський військово-історичний музей («Храм Слави»), з демонстрацією військових успіхів Російської імперії на Кавказі. Проте його офіційне відкриття відбулося набагато пізніше – 11 лютого 1907 року, адже для оформлення експозиції музею потрібно зібрати експонати.
28 листопада 1914 року музей відвідав російський імператор Микола II. Експонати Храму Слави були евакуйовані під час Першої світової війни, і музей припинив своє існування.
Перша виставка Національної галереї була влаштована до жовтня 1920 року вже при новому грузинському уряді. Тематика виставки була широкою, охоплюючи грузинські та зарубіжні твори всіх часів і художніх напрямків, вона стала результатом напруженої роботи Дмитра Шеварднадзе, який зібрав багато творів мистецтва, що були доступні в Грузії на той час. До експозиції увійшли грузинські портрети XVIII і XIX століть (так звана «грузинська школа»), російські, західноєвропейські, іранські та сучасні грузинські картини.
Зберігши багато експонатів виставки, вдалося організувати Національну галерею як музей образотворчих мистецтв, одночасно виконуючи місію просування сучасного образотворчого мистецтва.
Будівля мала обмежені площі, багато робіт не могли бути виставлені, у зв'язку з чим був розроблений план реорганізації галереї. Очолював галерею Дмитро Шеварднадзе, і він запропонував перевести її в історичне місце — в фортецю на скелі Метехі.
У 1933 році міську в'язницю вдалося перевести з Метехі в Ортачалу, а історичній будівлі Метехі надати статус Національної художньої галереї. У 1934 року Національна галерея знову відкрилася для публіки. При радянській владі галерея стала державною.
У березні 1988 року організований музейно-виставковий союз «Національна галерея мистецтв». Був відкритий Музей сучасного мистецтва. Перший поверх галереї, який раніше був адміністративно-складським, перетворили на виставкову галерею.
18 вересня 1989 року відкрилася експозиція сучасного грузинського мистецтва. Але через політичну нестабільність у 1990-х роках Музею сучасного мистецтва довелося припинити роботу.
У 2007 році Національна галерея увійшла в структуру Грузинського національного музею. Головна будівля галереї була відремонтована. У 2012 році галереї присвоєно ім'я Дмитра Шеварднадзе.
В даний час Галерея є одною із центральних виставкових площ Національного музею, де проводяться тимчасові виставки, зокрема, «шедеври грузинського образотворчого мистецтва початку XX століття». Серед них роботи Ніко Піросмані, Єлени Ахвледіані, Давида Какабадзе, Ладо Гудіашвілі та інших.